# David Attenborough

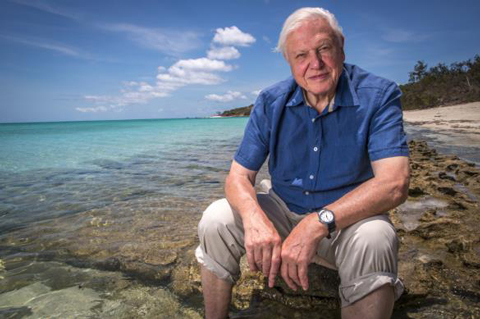
David Attenborough na Wielkiej Rafie Koralowej

Sir David Frederick Attenborough (ur. 8 maja 1926 w Londynie) – brytyjski biolog, popularyzator wiedzy przyrodniczej na świecie, pisarz, narrator i podróżnik. Młodszy brat aktora i reżysera Richarda Attenborough.

## Życiorys
Ukończył zoologię w Clare College na Uniwersytecie Cambridge i studia podyplomowe w dziedzinie antropologii. Jako pracownik stacji telewizyjnej BBC, z którą związany jest od 1952 roku, stworzył cykl filmów przyrodniczych, ukazujących nieznane wcześniej fakty z życia zwierząt i roślin.
W 1985 za działalność naukową otrzymał od królowej Elżbiety II tytuł szlachecki. Został odznaczony Orderem Imperium Brytyjskiego (CBE) oraz przyjęty do Royal Society. W 2005 został odznaczony brytyjskim Orderem Zasługi (Order of Merit). Na jego cześć jeden z gatunków ryb pancernych został nazwany Materpiscis attenboroughi, z kolei gatunek dzbanecznika – Nepenthes attenboroughii. W 2012 został uhonorowany Nagrodą Lowella Thomasa.
W 2018 otrzymał nagrodę Emmy w kategorii Najlepszy narrator za dokument Błękitna planeta II, natomiast w 2019 za Naszą planetę.
24 września 2020 r. założył konto na Instagramie i w 4 godziny i 44 minuty uzyskał pierwszy milion obserwatorów, a cztery dni później obserwowało go 4,3 mln osób.
Laureat Nagrody Kalinga od UNESCO.

## Poglądy
Jest agnostykiem wychowanym w niereligijnej rodzinie naukowców. W wywiadzie dla Radio Times o jego najnowszym programie o Darwinie i doborze naturalnym przyznał, że dostaje wiele nienawistnych maili od chrześcijan piszących, że „spłonie w piekle”.
Jest przeciwnikiem kreacjonizmu, ale nie uważa go za poważne zagrożenie dla nauki. Za przyczynę obecnego stanu środowiska naturalnego uważa lekceważenie przyrody mające swoje korzenie w Księdze Rodzaju. Wzywa, by ochroną objąć znaczną powierzchnię lądów, mórz i oceanów. Zaangażował się też w popularyzowanie wiedzy o zagrożeniach dla środowiska naturalnego.

## Życie prywatne
W 1950 David Attenborough poślubił Jane Elizabeth Ebsworth Oriel. Małżeństwo trwało aż do jej śmierci w 1997. Para dochowała się dwojga dzieci – Roberta i Susan.
Jego syn Robert jest wykładowcą antropologii fizycznej na Australian National University w Canberze.

## Filmografia
- 1997 David Attenborough w raju (Attenborough in Paradise)
- 2000 Największe widowisko świata natury (The Greatest Wildlife Show on Earth)
- 2002 Pieśń Ziemi (The Song of the Earth)
- 2004 Czas zastygły w bursztynie (The Amber Time Machine)
- 2006 Czy zmieniamy naszą planetę? (Are We Changing Planet Earth?)
- 2006 Czy możemy ocalić Ziemię? (Can We Save Planet Earth?)
- 2007 Sharing Planet Earth
- 2009 Karol Darwin i drzewo życia (Charles Darwin and the Tree of Life)
- 2009 How Many People Can Live on Planet Earth?
- 2010 Flying Monsters
- 2011 Attenborough and the Giant Egg
- 2011 The Bachelor King
- 2012 Kingdom of Plants
- 2012 Attenborough’s Ark
- 2013 Mikropotwory (Micro Monsters)
- 2014 Attenborough and Natural History Museum Alive
- 2020 David Attenborough: Życie na naszej planecie
- 2021 David Attenborough: Życie w kolorze
- 2021 Rok, który odmienił świat[9]
- 2021 Świat na granicy: Nasza planeta oczami naukowców[10]

### Seriale
- 1979 Życie na Ziemi (Life on Earth)
- 1984 Żyjąca planeta • Portret Ziemi (The Living Planet • A Portait of the Earth)
- 1989 Zaginione światy (The Lost Worlds • Vanished Lives)
- 1990 Na ścieżkach życia (The Trials of Life)
- 1993 Życie pośród lodu (Life in the Freezer)
- 1995 Prywatne życie roślin (The Private Life of Plants)
- 1999 Życie ptaków (The Life of Birds)
- 2000 Szanujmy Ziemię (State of the Planet)
- 2002 Życie ssaków (The Life of Mammals)
- 2005 Zadziwiające życie bezkręgowców (Life in the Undergrowth)
- 2008 Życie gadów i płazów (Life in Cold Blood)
- 2010 Życie: Początek (First Life)
- 2013 Galapagos
- 2013 Narodziny zwierząt (Rise of Animals. Triumph of the Vertebrates)
- 2013 Tajemnice świata przyrody (Natural Curiosities)
- 2022 Prehistoryczna Planeta (Prehistoric Planet)

### Narrator
- 2000 Błękitna planeta (The Blue Planet • Seas of Life)
- 2002 Największe cuda przyrody (Great Natural Wonders of the World)
- 2006 Planeta Ziemia (Planet Earth)
- 2009 Magia natury: Pamiętniki (Nature’s Great Events)
- 2009 Życie (Life)
- 2011 Lodowa planeta (The Frozen Planet)
- 2011 Madagaskar (Madagascar)
- 2013 Afryka (Africa)
- 2015 Łowcy (The Hunt)
- 2016 Planeta Ziemia II (Planet Earth II)
- 2017 Błękitna planeta II (Blue Planet II)
- 2019 Nasza planeta (Our Planet)
- 2020 David Attenborough: Życie na naszej planecie
- 2021 Rok, który odmienił świat
- 2021 Świat na granicy: Nasza planeta oczami naukowców
- 2022 Prehistoryczna planeta (Prehistoric Planet)